# بيتر جونسون (شاعر)
بيتر جونسون (بالإنجليزية: Peter Johnson)‏ (1951، بوفالو في الولايات المتحدة)؛ شاعر وروائي أمريكي.